# Karl Schmaderer
Karl Schmaderer (* 1. Oktober 1914 in Wien; † 14. Juni 2000) war ein österreichischer Radrennfahrer und nationaler Meister im Radsport.

## Sportliche Laufbahn
1936 bestritt er mit dem Bahnvierer Österreichs die Mannschaftsverfolgung, sein Team belegte den 10. Platz. 1937 siegte er in der nationalen Meisterschaft im Straßenrennen. 1945 gewann er die nationale Meisterschaft im Punktefahren über 10 Kilometer. Er wurde am Wiener Zentralfriedhof bestattet.